# Al-Sunan al-Sughra
Sunan an-Nasai, ook bekend als Sunan as-Sughra, is een van de Kutub al-Sittah (zes grote hadith-collecties). Het werd verzameld door Al-Nasa'i.